# 曉翠苑

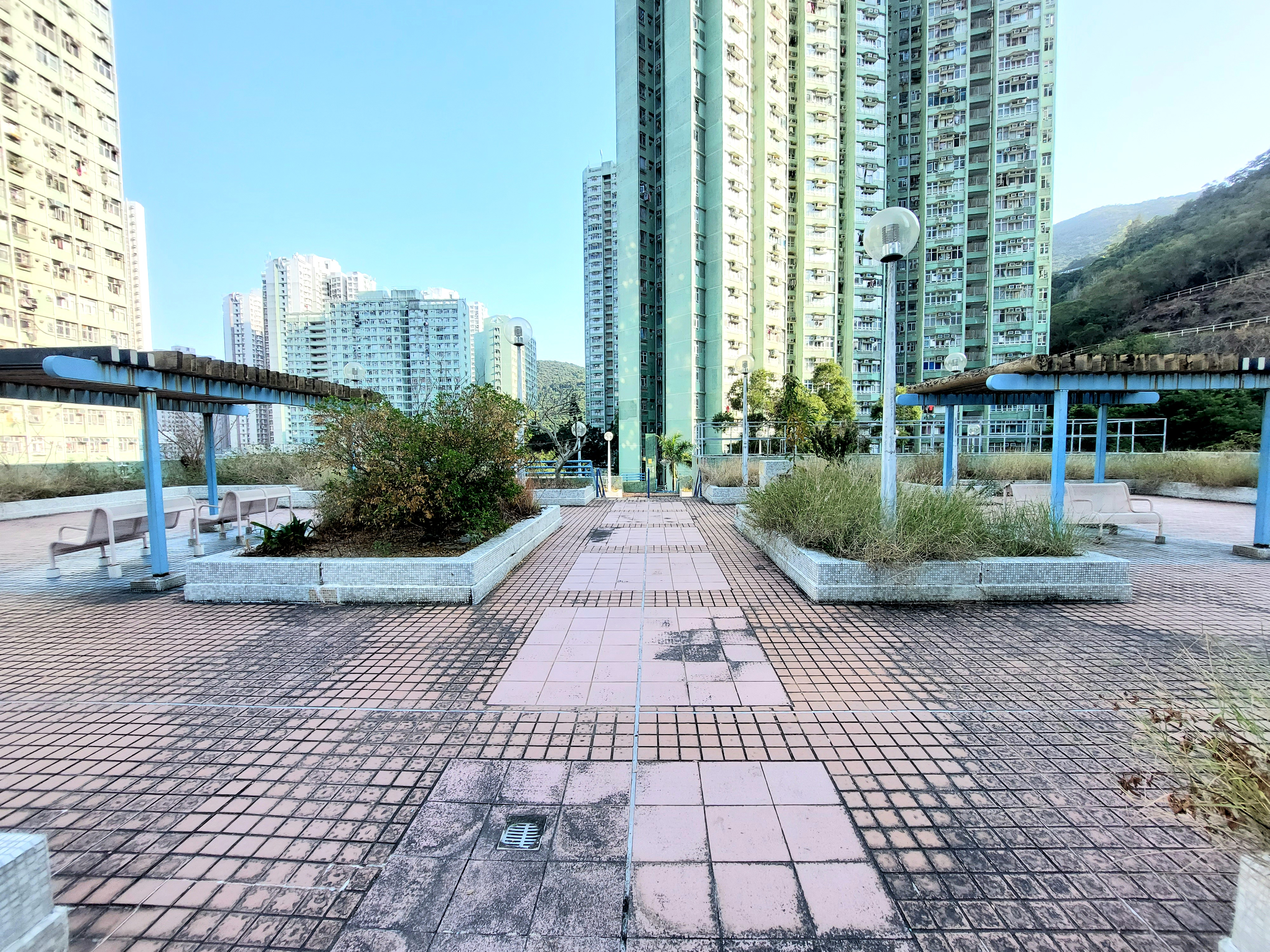
閒坐區

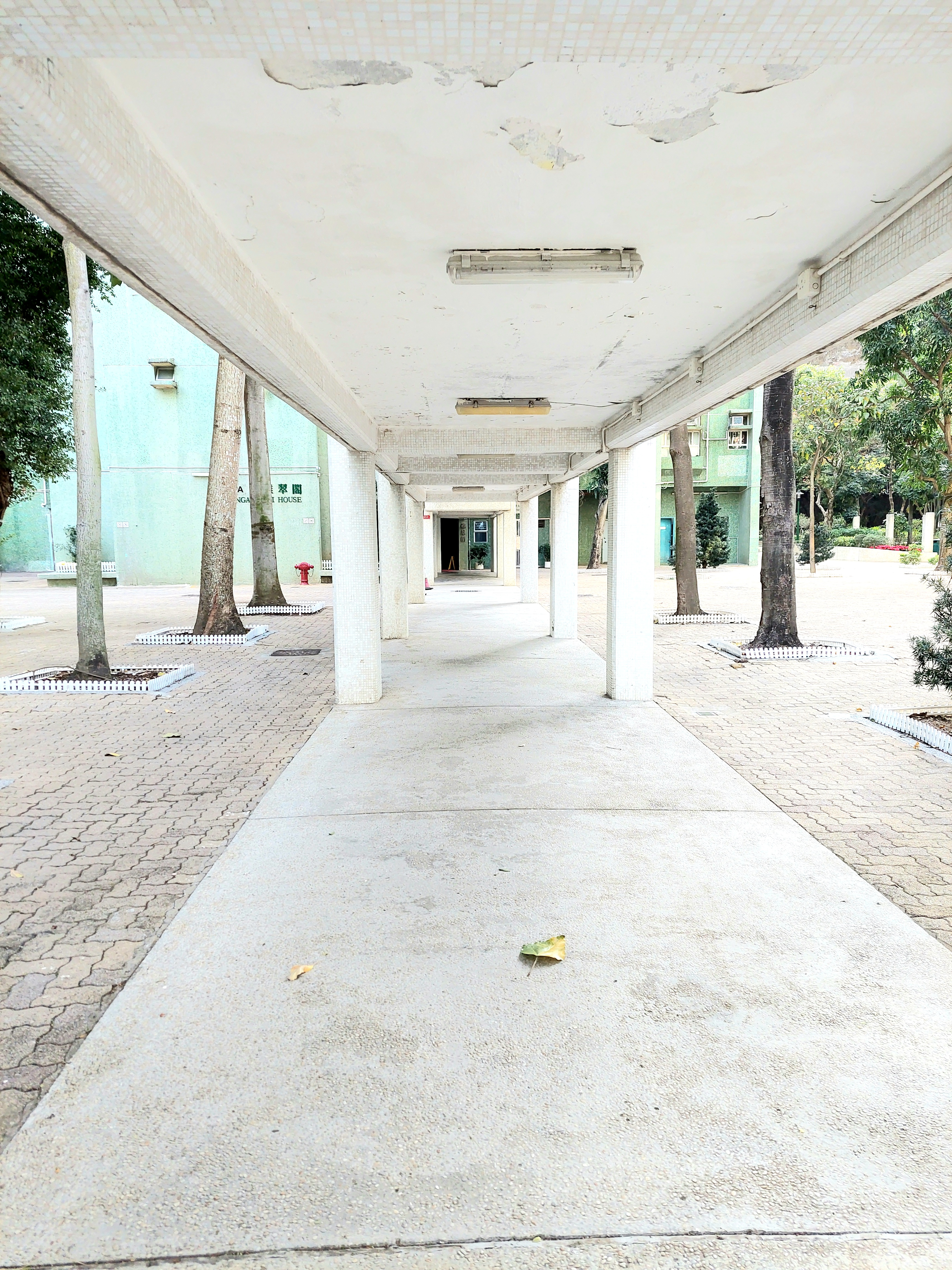
有蓋行人道

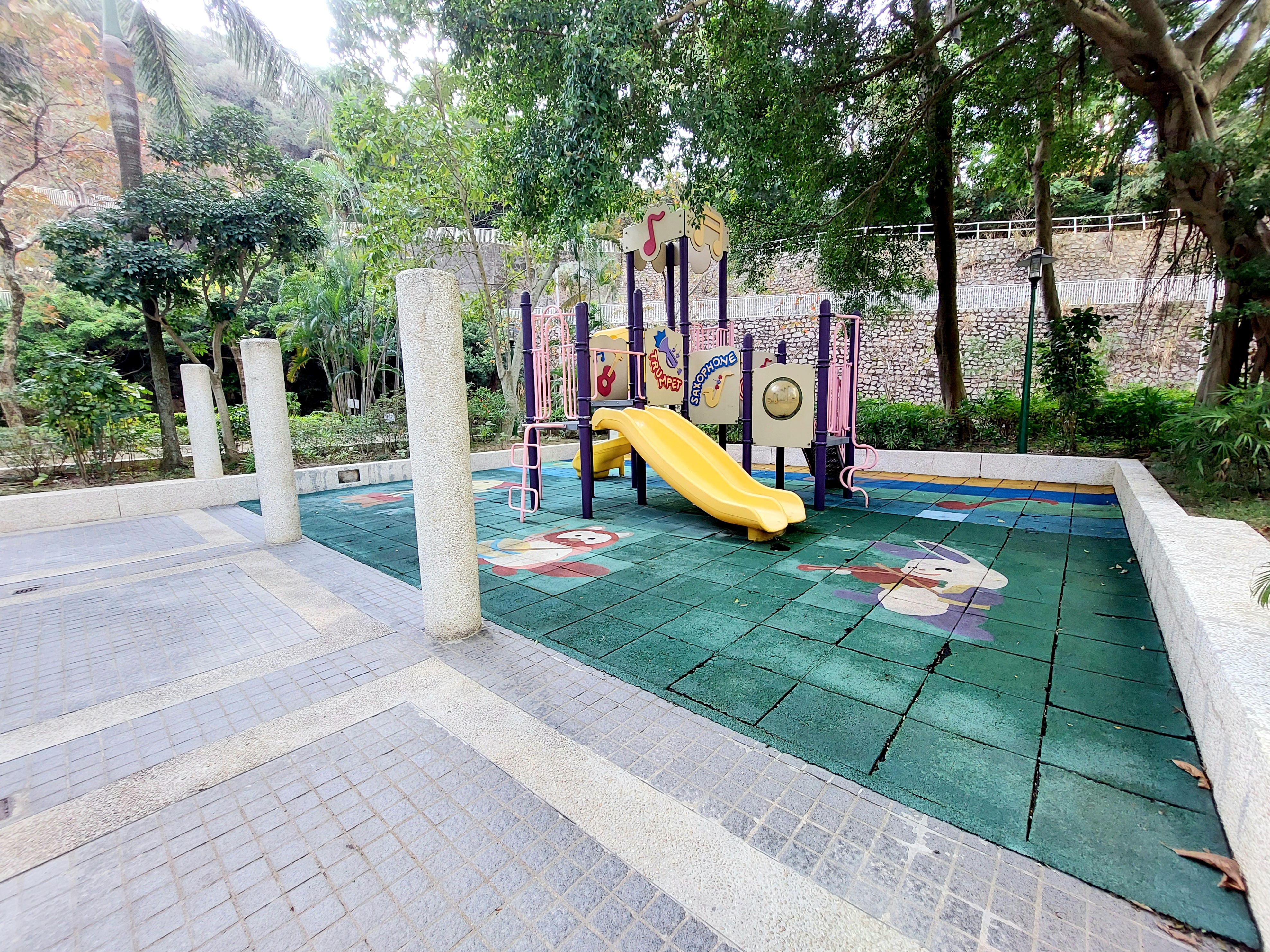
兒童遊樂場

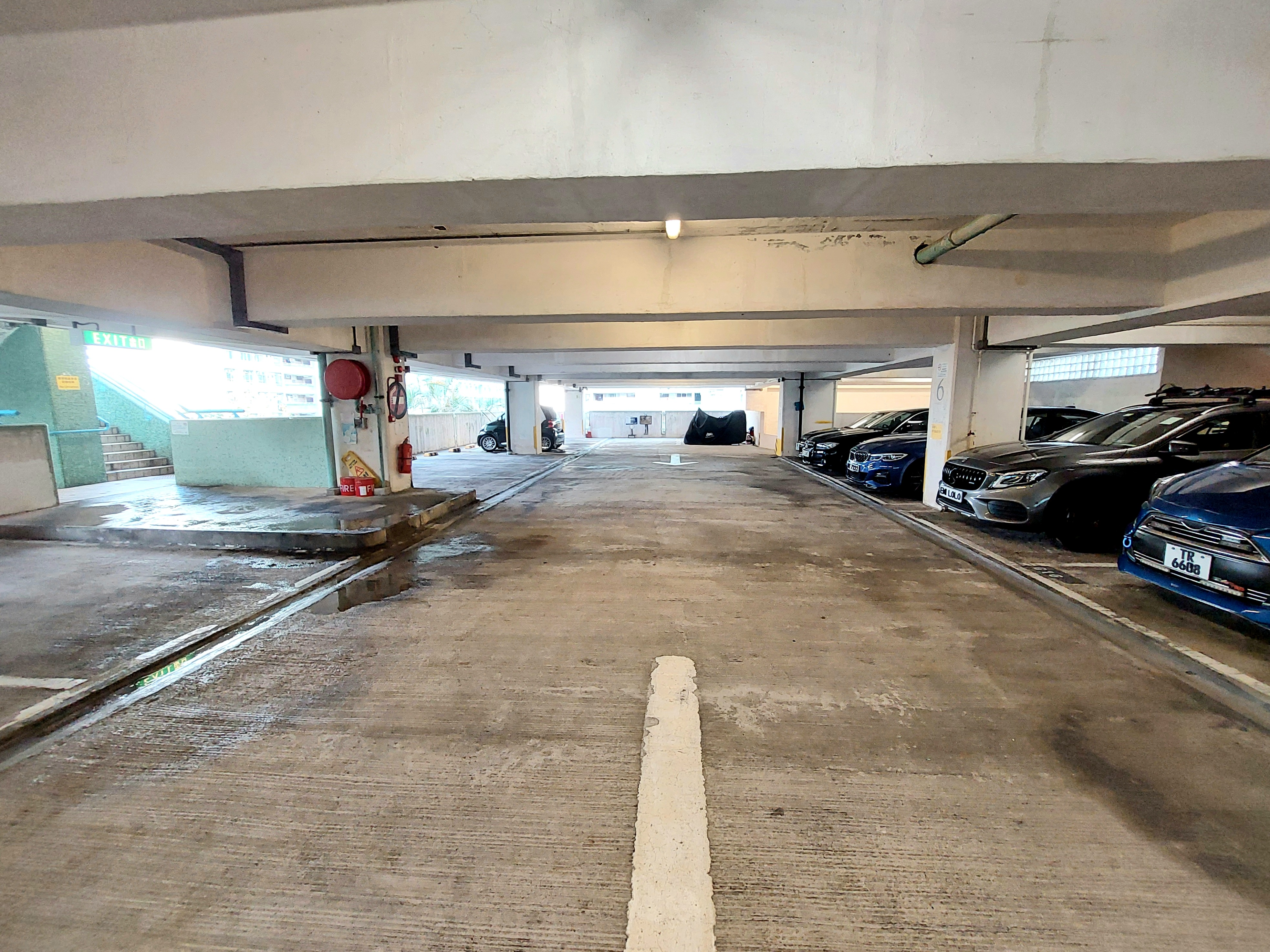
停車場

曉翠苑（英語：Hiu Tsui Court），是香港的居屋屋苑，位於香港港島東區小西灣曉翠街7號，在1990年落成，於居者有其屋第十一期甲出售，是港島區首個採用新十字型設計的居屋屋苑。屋苑所在地前身是英軍情報中心，由天順建築有限公司承建，由於屋苑位於前啟德機場的高度限制圈內，所以曉翠苑雖是新十字型設計，但比一般同型號樓宇的設計標準減少兩層（曉翠苑各座樓宇最高樓層均為33樓）。

## 屋苑資料

### 樓宇
| 樓宇名稱      | 樓宇類型 | 落成年份 | 層數 | 每層伙數 | 每座單位總數（伙） | 承建商       | 提供升降機的廠商  |
| ------------- | -------- | -------- | ---- | -------- | ------------------ | ------------ | ----------------- |
| 雅翠閣（A座） | 新十字型 | 1990年   | 33   | 10       | 330                | 華營建築集團 | 英國通用電氣-捷運 |
| 碧翠閣（B座） | 新十字型 | 1990年   | 33   | 10       | 330                | 華營建築集團 | 英國通用電氣-捷運 |

曉翠苑已成立業主立案法團；而停車場由越秀亞通停車場有限公司管理。

## 外部連結
- 房委會物業位置及資料 曉翠苑（页面存档备份，存于）
- 房委會物業位置及資料 曉翠苑 （页面存档备份，存于）